# عثمان قهوجي
عثمان قهوجي (بالتركية: Osman Kahveci)‏, (ولد: 10 أكتوبر 1950, في كارابوك، تركيا) سياسي تركي. ونائب سابق في البرلمان التركي لأكثر من دورة ممثلا عن حزب العدالة والتنمية.